# پائولا دی مدیکو
پائولا دی مدیکو (به انگلیسی: Paola del Medico) (زاده ۵ اکتبر ۱۹۵۰) خواننده سوئیسی است.
او نماینده سوئیس در یوروویژن ۱۹۸۰ بود.